# Wilians Silva de Araújo
Wilians Silva de Araujo (Sapé, 18 de outubro de 1991) é um judoca paralímpico brasileiro.
Conquistou a medalha de prata nos Jogos Paralímpicos de Verão de 2016 no Rio de Janeiro, representando seu país na categoria mais de 100 kg masculino.